# Gerard Revebrug
Gerard Revebrug (brug 403) is een vaste plaatbrug in Amsterdam-Zuid.
De vaste verkeersbrug overspant het Amstelkanaal (tijdens de aanleg Zuider-Amstelkanaal) en verbindt de Tweede van der Helststraat met de Maasstraat. De brug droeg jarenlang de officieuze naam Maasbrug, maar was alleen indirect (via die Maasstraat) vernoemd naar de Maas. Hij kan de vergelijking met daadwerkelijke bruggen over de Maas nauwelijks doorstaan.
De brug werd ontworpen door bruggenarchitect Piet Kramer, maar deze had in eerste instantie een betonnen boogbrug voor ogen. Het was toen einde Eerste Wereldoorlog. Bij de stadsuitbreiding van Amsterdam richting Amsterdam-Zuid werd er begin jaren dertig op de huidige plaats een houten noodbrug aangelegd. Voor de financiering van een definitieve brug werd gebruik gemaakt van het Werkfonds 1934. In april 1936 begon Amsterdam met de aanbesteding voor de brug met een geschatte bouwwaarde van 100.000 gulden. De laagste bieder kwam echter met een bedrag beneden de 40.000 gulden. Het aanbod werd binnen enkele dagen geaccordeerd in de gemeenteraad. Alhoewel de brug nog een beetje sierlijk is afgewerkt met een stalen leuning zijn overige versieringen weggelaten (geen siersmeedwerk, beelden of brughuisjes) (zie ter vergelijking de rijk versierde P.L. Kramerbrug). 
Tot begin 2016 droeg de brug dus de naam Maasbrug. De gemeente vond toen echter dat het afgelopen moest zijn met officieuze namen en schreef een soort prijsvraag uit. Men kon kiezen tussen de officieuze naam officieel maken of de brug voortaan door het leven laten gaan met alleen aanduiding brug 403. Voor die laatste optie werd gekozen, maar nog geen half jaar later werd de brug toch vernoemd naar de schrijver Gerard Reve. Volgens de site Bruggen van Amsterdam waren er twee argumenten voor de naamgeving:
- Reves boek De avonden speelt zich grotendeels af op Schilderskade 66, staande voor wat sinds 1945 Jozef Israëlskade (de naam van de kade van het Amstelkanaal) 415 heet; (dat huis ligt wel een stuk oostelijker aan het Amstelkanaal dan deze brug);
- Reve relativeerde zijn beroemdheid in 1982 als volgt: "Na mijn dood word ik op de scholen tien jaar vrijwillig gelezen en daarna nog eens tien jaar verplicht. Dan noemen ze een straat naar me. En dan ben ik helemaal vergeten. Niemand weet toch meer wie Tweede van der Helst was?"[2]

<<< · 400 · 401 · 402 · 403 · 404 · 405 · 406 · 407 · 408 · 409 · 410 · 411 · 413 · 414 · 415 · 416 · 417 · 418 · 419 · 420 · 421 · 422 · 423 · 424 · 425 · 427 · 429 · 430 · 431 · 432 · 433 · 434 · 435 · 436 · 437 · 438 · 439 · 440 · 441 · 442 · 443 · 444 · 445 · 446 · 447 · 448 · 449 · 450 · 451 · 452 · 453 · 454 · 455 · 456 · 457 · 458 · 459 · 460 · 461 · 462 · 463 · 464 · 465 · 466 · 469 · 470 · 471 · 472 · 473 · 474 · 475 · 476 · 478 · 479 · 480 · 482 · 483 · 485 · 486 · 487 · 488 · 489 · 490 · 491 · 492 · 493 · 494 · 495 · 496 · 497 · 499 · >>>
Brugnummers 412, 426, 428, 467, 468, 477, 481, 484 en 498 zijn niet (meer) vergeven.